# Медаль «Кавказ 1871 год»
Медаль «Кавказ 1871 год» — государственная награда Российской империи.

## Основные сведения
Медаль «Кавказ 1871 год» — медаль Российской империи для награждения жителей Кавказа, сопровождавших Александра II во время его поездки по Кавказу в 1871 году. Поездка по замирённым областям стала возможной ввиду завершения Кавказской войны. Медаль была учреждена указом Александра II от 29 сентября (11 октября) 1871 года. Указ был сообщён председателем Кавказского комитета министру финансов М. Х. Рейтерну.

## Порядок вручения
Награждались медалью жители Кавказа: лица, сопровождавшие Александра II в поездке, члены почётного конвоя, депутаты от местного населения, представлявшихся императору.

## Описание медали
Медаль сделана из серебра. Диаметр 28 мм. На лицевой стороне медали изображён портрет Александра II в профиль. Вдоль бортика по окружности надпись: «Б.М.АЛЕКСАНДРЪ II ИМП.И САМОД.ВСЕРОСС.». На оборотной стороне медали горизонтально расположена надпись в две строки: «КАВКАЗЪ 1871 ГОДА». Строки разделены чертой. Над надписью — небольшая пятиконечная звезда. На Санкт-Петербургском монетном дворе в феврале-июне 1873 года было отчеканено 2450 медалей.

## Порядок ношения
Медаль имела ушко для крепления к колодке или ленте. Носить медаль следовало на груди. Лента медали — Владимирская.

## Изображение медалей
- Лента